# غريغوري تشوخراي
جريغوري نوموفيتش تشوخراي (بالروسية: Григорий Наумович Чухрай)، (بالأوكرانية: Григорiй Наумович Чухрай) 23 مايو 1921 - 28 أكتوبر 2001؛ هو مخرج وسيناريست سوفيتي ويعد من أكثر المخرجين تأثيراً من روسيا.

## الحياة
ولد غريغوري تشوخراي في ميليتوبول وكان من أصل أوكراني.  طلق والديه عندما كان عمره ثلاث سنوات. قام بتربيته زوج أمه بافيل أنتونوفيتش ليتفينينكو.
خدم في كتيبة الاتصالات المنفصلة 229 التابعة لفرقة المشاة 134 (لاحقًا جزء من الجيش التاسع عشر). حارب في جنوب، ستالينغراد والجبهات دون. من 1943 فصاعدا، خدم في القوات المحمولة جوا في 1، 2 والجبهات الأوكرانية 3RD وشارك في العملية «دنيبرو أعضاء الفرقة».  أصيب ثلاث مرات. في عام 1944، انضم إلى الحزب الشيوعي.
ولم يخرج في مسيرته سوى ستة أفلام أهمها قصة جندي والذي يعد أحد التُحف الروسية والحادية والأربعون وهو أحد أشهر كلاسيكيات الخمسينيات في روسيا.

## وصلات خارجية
جريجوري تشوخراي على قاعدة بيانات الأفلام على الإنترنت